# チウン
チウン（チヴン）（ロシア語: тиун (тивун) 、ウクライナ語: тіун、ベラルーシ語: цівун、リトアニア語: tijūnas）とは、中世ルーシのクニャージ（公）やボヤーレ（貴族）に従事した、管理業に関わる役職の総称である。12世紀頃にはキエフ大公国に登場しており、17世紀までのリトアニア大公国や中世ロシア政権（モスクワ大公国・ロシア・ツァーリ国）の役職名として存在した。チウンという名称は、古代北ゲルマン語の召使い（thjonn）に由来し、ヴァリャーグと共にルーシの地にもたらされた。

## 分掌

### キエフ大公国
チウンは、ヴィルニク（ヴィーラ（罰金）徴収者）、メチニク（執行人）等と並ぶ、都市民を管理する役人（その場合、代行官という訳が当てられている）であると共に、クニャージの私邸内でも勤務した。（オグニシチヌィー・チウン(ru)：家職長、コニュシェンヌィー・チウン：馬丁頭）。また、クニャージの所有する村落を管理するチウン（セリスキー・チウン：村のチウン、ラタイヌィー・チウン：農夫のチウン）も存在した。
チウンに対する裁判権は、チウンが従事するクニャージのみに認められていた 。チウンに対するクニャージの権利は、原則的には、クニャージのホロープ(ru)（隷属民、奴隷）と同等だった。一方で、キエフ大公国の法典である『ルースカヤ・プラウダ(ru)』では、クニャージに仕えるチウンの殺害には80グリヴナのヴィーラ（罰金）が課され、ボヤーレのチウンの殺害には40グリヴナのヴィーラが課された。80グリヴナの罰金は、クニャージやドルジーナ（クニャージの従士団・親衛隊）に対するものと同額であり、ヴィーラの額としては最高額のものであった。セリスキー・チウン、ラタイヌィー・チウンのチウンの殺害に対しては12グリヴナのヴィーラが課されていた。

### キエフ大公国以降
14世紀から17世紀にかけてのモスクワ・ロシアやリトアニア大公国においては、ヴェリーキー・クニャージ（大公）に仕えるチウンに関する記録がある。彼らは大公の財産や、都市、郷（ヴォロスチ）の統治に携わった。これらのチウンはナメストニクの役割を担い、裁判権を行使し、貢税を徴収した。なお、リトアニア大公国のハールィチ・ルーシ地方（旧ハールィチ・ヴォルィーニ大公国領）では、チウンは村落共同体(ru)の中から選出されるという、キエフ・ルーシ期の法律(ru)に見られるような形態を維持していた。